# 苏成勇
苏成勇，中山大学教授，主要从事配合物催化剂的设计、合成及应用等方面的研究工作。入选中华人民共和国教育部2007年度"长江学者"特聘教授，曾获得中国教育部自然科学奖一等奖。